# Liste von Zwischenfällen mit der Avro 748
Die Liste von Zwischenfällen mit der Avro 748 zeigt eine Übersicht über Zwischenfälle mit Todesfolge oder Totalschaden von Flugzeugen des Typs Avro 748 (später Hawker Siddeley HS 748).
Von diesem Typ waren 381 Exemplare gebaut worden, davon 261 HS 748, 89 HAL 748 (Lizenzbau in Indien) und 31 HS 780 Andover C.1. 
Bezogen auf alle drei Varianten kam es vom Erstflug am 24. Juni 1960 bis Februar 2023 mit den insgesamt 381 gebauten Maschinen zu 108 Totalverlusten (28,3 % der gebauten). Bei 46 davon kamen insgesamt 802 Menschen ums Leben.
Für alle Totalschäden ist die Liste vollständig.

## Avro / Hawker Siddeley 748
Vom Erstflug am 24. Juni 1960 bis Februar 2023 kam es mit den 261 gebauten HS 748 zu 91 Totalverlusten von HS 748. Bei 38 davon kamen insgesamt 642 Menschen ums Leben. Von den Totalschäden ereigneten sich 9 bei Bouraq Indonesia Airlines. Vollständige Liste:

### 1960er-Jahre
- Am 30. August 1962 wurde im Flug einer Hawker Siddeley 748 der Aerolíneas Argentinas (Luftfahrzeugkennzeichen LV-HHB) die hintere linke Kabinentür herausgerissen. Eine Flugbegleiterin wurde getötet, nachdem sie durch die explosive Dekompression aus der Maschine gesaugt wurde. Es handelte sich um den ersten tödlichen Zwischenfall mit einem Flugzeug dieses Typs (siehe auch Aerolíneas-Argentinas-Flug 737).[2]

- Am 11. Juli 1965 überschlug sich eine aus Beauvais kommende Hawker Siddeley HS 748-101 der britischen Skyways Coach Air (G-ARMV) bei der Landung auf dem Flughafen Lympne (England), nachdem die Bugräder tief in den weichen Boden der Graslandebahn eingesunken waren. Die Maschine verlor dabei ihre linke Tragfläche und war schrottreif. Alle 52 Insassen, vier Besatzungsmitglieder und 48 Passagiere, überlebten den Unfall. Dies war der erste Totalverlust einer HS 748.[3]

- Am 20. August 1968 fiel an einer Hawker Siddeley HS 748-215 der Linea Aeropostal Venezolana (LAV) (YV-C-AMY) kurz nach dem Start vom Flughafen Maturin (Venezuela) das Triebwerk Nr. 1 (links) aus. Die Maschine stürzte aus niedriger Höhe ab. Von den sieben Insassen kamen 4 ums Leben, zwei Besatzungsmitglieder und zwei der vier Passagiere.[4]

- Am 15. Juli 1969 wurde eine Hawker Siddeley HS 748-105 der Aerolíneas Argentinas (LV-IEV) auf dem Flughafen Bahía Blanca (Argentinien) bei nur 200 Metern Sicht weit unterhalb der vorgeschriebenen Mindestwetterbedingungen angeflogen. Der Kapitän setze die Maschine 25 Meter vor und 200 Meter rechts neben der Landebahn ins Gelände. Das Flugzeug wurde zerstört. Dennoch überlebten alle 39 Insassen den Unfall, vier Besatzungsmitglieder und 35 Passagiere.[5]

- Am 26. August 1969 verloren die Piloten einer Hawker Siddeley HS 748-231 der Sambischen Luftstreitkräfte (AF-601) kurz nach dem Abheben vom Flughafen Lusaka (Sambia) die Kontrolle über das Flugzeug. Die Maschine stürzte aus 45 Metern Höhe ab und brannte aus. Von den vier Insassen wurden 3 getötet, ein Besatzungsmitglied und beide Passagiere.[6]

- Am 27. November 1969 setzte eine Hawker Siddeley 748-105 der Aerolineas Argentinas (LV-HHI) schon 3 Kilometer nördlich vom Flughafen Santa Rosa (Argentinien) auf dem Boden auf. Die Maschine, die sich auf einem nächtlichen Sichtanflug befand, rutschte noch 200 m weit, prallte gegen einen Zaun und landete in einer Weidekoppel. Sie wurde dann durch einen Brand zerstört. Alle 28 Insassen, vier Besatzungsmitglieder und 24 Passagiere, überlebten den Unfall.[7]

- Am 14. Dezember 1969 wurde eine Hawker Siddeley HS 748-235 12A der brasilianischen VARIG (PP-VDQ) im Anflug auf den Flughafen von Uberlândia (Brasilien) zu hoch angeflogen. Die Piloten starteten durch. Das Flugzeug stieg auf 150 Meter, ging jedoch plötzlich in den Sinkflug und eine Rechtskurve über. Etwa 1400 Meter hinter dem Landebahnende schlug die Maschine  auf dem Boden auf. Alle neun Insassen, fünf Besatzungsmitglieder und vier Passagiere, überlebten den Unfall.[8]

### 1970er-Jahre
- Am 4. Februar 1970 stürzte eine Hawker Siddeley 748-105 Srs. 1 der Aerolíneas Argentinas (LV-HGW) auf dem Weg von Corrientes nach Rosario nahe Loma Alta ab, nachdem die Besatzung die Kontrolle über das Flugzeug aufgrund schwerer Turbulenzen in einer Gewitterfront verloren hatte. Alle 37 Insassen starben.[9]

- Am 21. April 1970 (nach einer anderen Quelle am 21. April 1973) explodierte eine Hawker Siddeley HS 748-209 der Philippine Airlines (PI-C1022) in 10.500 Fuß (3.200 Meter) Höhe auf dem Flug von Cauayan nach Manila und stürzte nahe Cabanatuan (Philippinen) ab, etwa 100 Kilometer nördlich von Manila. Nach der Explosion einer Bombe in einer Toilette brach das Heckteil der Maschine ab, was zum Absturz führte. Alle 36 Insassen, vier Besatzungsmitglieder und 32 Passagiere, wurden getötet.[10][11]

- Am 19. Dezember 1970 brach an einer Hawker Siddeley HS 748-105 der Aerolíneas Argentinas (LV-HHH) auf dem Flughafen San Juan (oder Flughafen Colonia Catriel ?) (Argentinien) bei einer sehr harten Landung das Bugfahrwerk zusammen. Dabei wurden beide Propeller und der Rumpf beschädigt. Alle 28 Insassen, vier Besatzungsmitglieder und 24 Passagiere, überlebten den Unfall. Das Flugzeug wurde irreparabel beschädigt.[12][13]

- Am 22. Januar 1971 schlug eine Hawker Siddeley 748-254 Srs. 2A der Ghana Airways (9G-ABW) auf dem Flughafen Accra (Ghana) bei einem Trainingsflug nach dem fehlerhaften Abstellen eines Triebwerks hart auf und wurde irreparabel beschädigt. Die drei Piloten, die einzigen Insassen, überlebten den Unfall.[14]

- Am 6. Januar 1972 stürzte eine Hawker Siddeley HS 748-230 der mexikanischen SAESA (XA-SEV) 14 Minuten nach dem Start vom Flughafen Chetumal (Mexiko) ab, als sie sich etwa 40 Kilometer nordwestlich davon befand. Alle 23 Insassen, fünf Besatzungsmitglieder und 18 Passagiere, wurden getötet.[15]

- Am 4. Februar 1972 wurde mit einer Hawker Siddeley HS 748-235 2A der brasilianischen VARIG (PP-VDU) auf dem Flughafen Porto Alegre (Brasilien) bei einem Trainingsflug ein Start mit einem simulierten Ausfall des Triebwerks Nr. 2 (rechts) durchgeführt. Es kam zu einem Strömungsabriss; die Maschine  schlug mit eingefahrenem Fahrwerk wieder auf. Ursache war, dass der Ausbildungskapitän versuchte, das Flugzeug unterhalb der Mindestgeschwindigkeit für Einmotorenflug vom Boden abzuheben. Alle Besatzungsmitglieder, die einzigen Insassen überlebten den Totalschaden.[16]

- Am 28. November 1972 sprang eine Hawker Siddeley HS 748-232 der Philippine Airlines (PI-C1027) bei der Landung auf dem Flughafen von Bislig (Philippinen) zweimal wieder hoch, woraufhin das Bugfahrwerk zusammenbrach. Die Maschine blieb links von der Landebahn 23 mit schweren Schäden an Tragflächen und Propellern liegen. Alle 28 Insassen überlebten den Unfall. Das Flugzeug wurde irreparabel beschädigt.[17]

- Am 21. April 1973 >>> siehe 21. April 1970.

- Am 5. Juli 1973 landete eine Hawker Siddeley HS 748-245 Srs. 2A der kolumbianischen Avianca (HK-1408) auf dem Flughafen Bucaramanga-Gomez Niño (Kolumbien). Auf der nassen Landebahn geriet das Flugzeug ins Schleudern, verließ die Bahn durch den Flughafenzaun, rollte über eine Straße und krachte in vier Häuser. Dort wurden 3 Kinder getötet; alle 44 Insassen des Flugzeugs überlebten den Unfall. Das Flugzeug wurde zerstört.[18]

- Am 28. Juli 1973 konnte mit einer Hawker Siddeley HS 748-259 der mexikanischen SAESA (XA-SAB) beim Üben von Touch-and-Go-Manövern auf dem Flughafen Acapulco (Mexiko) kaum an Höhe gewonnen werden. Die Maschine schlug 1,5 Kilometer von der Startbahn entfernt nahe einem Bauernhof auf. Alle drei Besatzungsmitglieder, die einzigen Insassen auf dem Trainingsflug, wurden schwer verletzt, überlebten jedoch. Das Flugzeug wurde irreparabel beschädigt.[19]

- Am 9. Januar 1974 wurde eine Hawker Siddeley HS 748-260 der kolumbianischen SATENA (FAC-1103) nach dem Start vom Flughafen Florencia (Kolumbien) 34 Kilometer nordnordwestlich von Florencia in den Berg Gabinete geflogen. Bei diesem CFIT (Controlled flight into terrain) wurden alle 32 Insassen getötet, drei Besatzungsmitglieder und 29 Passagiere.[20]

- Am 3. Februar 1975 meldeten die Piloten einer Hawker Siddeley HS 748-226 der Philippine Airlines (RP-C1028) zwei Minuten nach dem Start vom Flughafen Manila (Philippinen) einen Brand im Triebwerk Nr. 2 (rechts). Während der Rückkehr wurde die Freigabe zum Anflug auf Landebahn 06 erteilt, jedoch stürzte das Flugzeug 4,8 Kilometer südsüdwestlich davon in ein Reisfeld. Alle 33 Insassen, vier Besatzungsmitglieder und 29 Passagiere, kamen ums Leben. Nach einer anderen Quelle überlebten zwei Passagiere.[21][22]

- Am 10. Mai 1975 platzte an einer Hawker Siddeley HS 748-222 der Philippine Airlines (RP-C1029) während des Einfahrvorgangs des Fahrwerks nach dem Start vom Flughafen Manila (Philippinen) ein Reifen. Dies führte zum Ausfall des Triebwerks Nr. 1 (links). Bei der Notlandung in einem Reisfeld in einem Vorort Manilas wurde das Flugzeug irreparabel beschädigt. Alle 43 Insassen überlebten den Unfall, zwei wurden verletzt.[23][24]

- Am 17. Juni 1975 landeten die Piloten einer Hawker Siddeley HS 748-235 2A der brasilianischen VARIG (PP-VDN) auf dem Flughafen Pedro Afonso (Brasilien) mit weit überhöhter Geschwindigkeit und setzten das Flugzeug erst auf den letzten 300 Metern der Landebahn auf. Das Flugzeug raste über eine Straße und krachte in ein Haus. Von den 15 Insassen wurden ein Besatzungsmitglied sowie weitere 3 Menschen am Boden getötet.[25]

- Am 20. Januar 1976 kollidierte eine Hawker Siddeley HS 748-246 Srs. 2A der TAME Ecuador (HC-AUE/FAE 683) kurz nach dem Start vom Flughafen Catamayo (Loja, Ecuador) mit Bäumen und anschließend mit einem Berg. Von den 42 Insassen kamen 34 ums Leben, alle sechs Crewmitglieder und 28 Passagiere.[26]

- Am 23. Januar 1976 kam eine Hawker Siddeley HS 748-216 2A der Bouraq Indonesia Airlines (PK-IHD) bei der Landung auf dem Flughafen Mutiara (Indonesien) von der Landebahn ab und schlug in einen größeren Sandhaufen ein, der für die Reparatur der Bahn vorgesehen war. Die linke Tragfläche brach außerhalb des linken Triebwerks ab. Das Flugzeug wurde dabei irreparabel beschädigt. Alle 32 Insassen, fünf Besatzungsmitglieder und 27 Passagiere, überlebten den Unfall.[27]

- Am 14. April 1976 riss im Flug einer Hawker Siddeley 748 der argentinischen Yacimientos Petrolíferos Fiscales (LV-HHB) nach einem Strukturversagen die rechte Tragfläche ab. Alle 34 Insassen kamen ums Leben. Dieselbe Maschine war am 30. August 1962 bereits in einen weiteren tödlichen Zwischenfall verwickelt gewesen, zu dem es ebenfalls wegen eines Strukturversagens gekommen war (siehe auch Flugunfall der Yacimientos Petrolíferos Fiscales 1976).

- Am 9. Februar 1977 setzte eine Hawker Siddeley HS 748-235 2A der Bouraq Indonesia Airlines (PK-IHK) auf dem Flughafen Makassar (Indonesien) erst nach 3200 Fuß (985 Meter) hinter der Landebahnschwelle extrem hart auf und sprang wieder hoch. Beim erneuten Aufschlag brach das Bugfahrwerk zusammen. Alle 51 Insassen, fünf Besatzungsmitglieder und 46 Passagiere, überlebten den Unfall. Das Flugzeug wurde irreparabel beschädigt.[28]

- Am 18. Oktober 1977 stürzte eine Hawker Siddeley HS 748-232 der indonesischen Mandala Airlines (PK-RHS) nach dem Start vom Flughafen Manila (Philippinen) in ein Wohngebiet. Die Maschine befand sich auf einem Testflug für ihre weitere Zulassung, bei dem das Triebwerk Nr. 2 (rechts) absichtlich abgestellt worden war. Von den fünf Besatzungsmitglieder kamen 2 ums Leben, auch wurden 3 Menschen am Boden getötet.[29][30]

- Am 3. März 1978 gab es in einer Hawker Siddeley HS 748-2A der Linea Aeropostal Venezolana (LAV) (YV-45C) Probleme mit einem Künstlichen Horizont. Beim Versuch der Rückkehr zum Startflughafen Caracas (Venezuela) stürzte das Flugzeug rund 8 Kilometer nordnordöstlich davon ins Meer. Alle 47 Insassen, vier Besatzungsmitglieder und 43 Passagiere, kamen ums Leben.[31]

- Am 7. September 1978 explodierte ein Sprengsatz an Bord einer HS 748 Srs.2 der Air Ceylon (4R-ACJ) vor dem Abflug vom Flughafen Colombo-Ratmalana. Die Maschine sollte ohne Passagiere zum Flughafen Colombo-Katunayake überführt werden. Die beiden Piloten, die sich als einzige Insassen im Flugzeug befanden, überlebten den Anschlag. Das Flugzeug wurde irreparabel beschädigt.[32]

- Am 15. Juli 1979 explodierte eine Hawker Siddeley HS 748-259 2A der kanadischen Austin Airways (C-GPAA) auf dem Flughafen Moosonee (Ontario, Kanada). Am Vorabend war das Flugzeug mit zwei Gummifrachtbehältern beladen worden, jeweils mit knapp 7300 Litern Flugbenzin gefüllt. Über Nacht entwickelten sich Benzindämpfe bis in fast alle Rumpfteile hinein. Als nach dem Anlassen der Triebwerke die Generatoren eingeschaltet wurden, kam es zu einer heftigen Explosion, bei der die hintere Tür nach außen geschleudert wurde und das Bugfahrwerk zusammenbrach. Beide Piloten, die einzigen Insassen, konnten sich retten, bevor die Maschine durch ein heftiges Feuer vollständig zerstört wurde.[33]

- Am 31. Juli 1979 hob die G-BEKF der britischen Dan-Air beim Startversuch vom Flughafen Sumburgh (Shetland-Inseln) nicht ab, da das Höhenruder verriegelt war. Die Maschine stürzte 50 m hinter der Küste ins Meer, wobei 17 der 47 Menschen an Bord ums Leben kamen (siehe auch Dan-Air-Flug 0034).[34]

- Am 22. August 1979 wurde eine Hawker Siddeley HS 748-260 der kolumbianischen SATENA (FAC-1101) vom Flughafen Bogotá (Kolumbien) gestohlen. Ein 23 Jahre alter Mann, der schon nach 2 Jahren als Mechaniker wieder entlassen worden war, startete mit dem gestohlenen Flugzeug und stürzte damit in einem Vorort von Bogota ab. Außer sich selbst tötete er damit drei Einwohner.[35]

### 1980er-Jahre
- Am 27. April 1980 stürzte eine HS 748 der Thai Airways Company (HS-THB) während eines Gewitters im Anflug auf den Flughafen Bangkok-Don Mueang ab. Von den 53 Insassen kamen 44 ums Leben[36] (siehe auch Thai-Airways-Flug 231).

- Am 21. Juni 1980 gelang es nicht, eine Hawker Siddeley HS 748-243 der Thai Airways (HS-THG) beim Start vom Flughafen Chiang Rai (Thailand) abzuheben. Die Maschine überrollte das Startbahnende und kam auf der Uferböschung eines kleineren Flusses zum Stillstand. Alle 21 Insassen, drei Besatzungsmitglieder und 18 Passagiere, überlebten den Unfall. Das Flugzeug wurde irreparabel beschädigt.[37]

- Am 26. Juni 1981 löste sich während des Reiseflugs an der HS 748 G-ASPL der Dan-Air die rechte hintere Tür und blieb am Höhenleitwerk hängen, wodurch das Flugzeug unsteuerbar wurde und abstürzte. Alle drei Besatzungsmitglieder des Frachtflugs von London-Gatwick zum Flughafen East Midlands wurden getötet[38] (siehe auch Dan-Air-Flug 240).

- Am 29. Dezember 1981 fielen an einer Hawker Siddeley HS 748-239 2A der kanadischen Eastern Provincial Airways (C-GEPH) beim Rollen auf dem Sydney Airport (Nova Scotia) (Kanada) die Bremsen und die Bugradsteuerung aus. Obwohl die Piloten die Triebwerke abstellten, rollte die Maschine in das Terminalgebäude und  wurde irreparabel beschädigt. Alle 18 Insassen, drei Besatzungsmitglieder und 15 Passagiere, überlebten den Unfall.[39]

- Am 11. Juli 1982 wurde mit einer Hawker Siddeley HS 748-209 der Philippine Airlines (RP-C1014) auf dem Flughafen Jolo (Philippinen) bei der Geschwindigkeit V1 der Start abgebrochen, weil die Piloten zwei ungewöhnliche Geräusche vom Triebwerk Nr. 1 (links) gehört hatten. Das Flugzeug überrollte das Startbahnende und kam an einer Mauer und einigen Fahrzeugen zum Stehen. Ein Besatzungsmitglied kam ums Leben, die vier anderen und alle 25 Passagiere überlebten den Unfall. Das Flugzeug wurde irreparabel beschädigt.[40]

- Am 10. Dezember 1982 brach an einer Hawker Siddeley HS 748-235 2A der Bouraq Indonesia Airlines (PK-IHI) bei der Landung auf dem Flughafen Manado-Sam Ratulangi (Indonesien) das Bugfahrwerk zusammen. Alle 45 Insassen, drei Besatzungsmitglieder und 42 Passagiere, überlebten den Unfall. Das Flugzeug wurde irreparabel beschädigt.[41]

- Am 16. April 1983 fiel in einer Hawker Siddeley HS 748-329 2A LFD der Air Liberia (EL-AIH) im Steigflug nach dem Start vom Flughafen Khartum (Sudan) das Triebwerk Nr. 2 (rechts) wegen eines Defekts der Treibstoffpumpe aus. Bei der Rückkehr nach Khartum lieferte das verbliebene Triebwerk Nr. 1 nicht genügend Schub, so dass die Maschine im Queranflug 4 Kilometer südöstlich des Flughafens abstürzte. Der Schubverlust im Triebwerk 1 war durch einen vom Wartungspersonal fehlerhaft justierten Kraftstoffbezugspunkt-Trimmer verursacht. Von den neun Insassen wurden 8 getötet, alle drei Besatzungsmitglieder und 6 Passagiere. Außerdem kamen 9 Menschen am Boden ums Leben.[42]

- Am 4. Juli 1983 überrollte eine Hawker Siddeley HS 748-263 2A der Zambia Airways (9J-ADM) bei einem Startabbruch auf dem Flughafen Kasaba Bay (Sambia) das Bahnende und wurde irreparabel beschädigt. Auslöser für den Startabbruch war der Ausfall des Triebwerks Nr. 1 (links). Alle 46 Insassen, vier Besatzungsmitglieder und 42 Passagiere, überlebten den Unfall.[43]

- Am 7. August 1983 setzte eine Hawker Siddeley HS 748-260 der kolumbianischen SATENA (FAC-1104) bei der Landung auf dem Flughafen Pasto-Cano (Kolumbien) spät auf und kam bei Aquaplaning von der Landebahn ab. Das Flugzeug wurde irreparabel beschädigt. Alle 21 Insassen, fünf Besatzungsmitglieder und 16 Passagiere, überlebten den Unfall.[44]

- Am 11. Oktober 1983 fielen in einer Hawker Siddeley HS 748-FAA 2A der US-amerikanischen Air Illinois (N748LL) während eines Nachtflugs nacheinander der linke und der rechte Generator aus. Die Piloten überschätzten die verbleibende Nutzungsdauer der Batterie auf dem Weg zum Southern Illinois Airport (USA). Ohne Instrumente und Beleuchtung schlug das Flugzeug 11 Kilometer nordöstlich von Pinckneyville (Illinois) auf einer Weide auf. Alle 10 Insassen, drei Besatzungsmitglieder und 7 Passagiere, wurden getötet (siehe auch Air-Illinois-Flug 710).[45]

- Am 1. Juli 1985 stieg eine Hawker Siddeley HS 748-314 2A LFD der Luftstreitkräfte Tansanias (JW9009) nach dem Abheben vom Flughafen Mbeya (Tansania) nicht und kollidierte mit Bäumen.[46] Nach einer anderen Quelle stürzte die Maschine 4 Kilometer von Mbeya entfernt nach einem Triebwerksausfall ab, als die Piloten versuchten, zum Startflugplatz zurückzukehren. Nach beiden Quellen wurden dabei 4 Insassen getötet.[47]

- Am 28. April 1987 vergaßen die Piloten einer Hawker Siddeley HS 748-243 der Thai Airways (HS-THI), vor der Landung auf dem Flughafen Chiang Rai (Thailand) das Fahrwerk auszufahren, unter anderem, weil sie die Checkliste nicht benutzten. Es kam natürlich zu einer Bauchlandung, bei der die Maschine nach 1075 Metern neben der Landebahn zum Stillstand kam. Das Flugzeug wurde irreparabel beschädigt. Alle 43 Insassen, vier Besatzungsmitglieder und 39 Passagiere, überlebten den Unfall.[48]

- Am 26. Mai 1987 brach an einer Hawker Siddeley HS 748-314 2A LFD der Luftstreitkräfte Tansanias (JW9008) bei der Landung auf dem Flughafen Lake Manyara (Tansania) das Bugfahrwerk zusammen. Das Flugzeug wurde irreparabel beschädigt. Alle Insassen überlebten den Unfall.[49][50]

- Am 23. Juni 1987 überrollte eine Hawker Siddeley HS 748-285 2A LFD der TAME Ecuador (HC-BAZ) auf dem Flughafen Lago Agrio (Nueva Loja, Argentinien) nach einem elektrischen Ausfall mit eingefahrenen Landeklappen das Landebahnende. Das Flugzeug wurde irreparabel beschädigt, jedoch nach einer Restaurierung im Luftwaffenmuseum Quito ausgestellt. Alle Insassen, einschließlich der 38 Passagiere, überlebten den Unfall.[51]

- Am 26. Juni 1987 wurde eine Hawker Siddeley HS 748-2 der Philippine Airlines (RP-C1015) in die Flanke des 2100 Meter hohen Berges Mount Ugo geflogen, 19 Kilometer ostsüdöstlich des Zielflughafens Baguio-Loakan (Philippinen). Die Maschine kam aus dem 200 Kilometer entfernten Manila. Bei diesem CFIT (Controlled flight into terrain) wurden alle 50 Insassen getötet, vier Besatzungsmitglieder und 46 Passagiere. Dies war der zweitschwerste Unfall einer HS 748, gemessen an der Anzahl der Todesopfer.[52]

- Am 7. Dezember 1987 überrollte eine Hawker Siddeley HS 748-243 2A der thailändischen Bangkok Airways (HS-THH) bei der Landung auf dem Flughafen Udon Thani (Thailand) das Landebahnende. Das Fahrwerk brach zusammen, die Maschine wurde dabei irreparabel beschädigt. Alle Insassen überlebten den Unfall.[53]

- Am 15. September 1988 stürzte eine Hawker Siddeley 748 der kanadischen Bradley Air Services (C-GFFA) auf dem Weg von Montréal-Dorval zum Flughafen Ottawa International (Québec, Kanada) im Anflug ab.[54] Durch Wartungsfehler waren die Querruderkabel asymmetrisch eingestellt, was zu ungesteuerten Vollausschlägen mit zwangsläufigem Kontrollverlust und Absturz bei Cheney, Ontario, 34 Kilometer ostsüdöstlich des Zielflughafens Ottawa führte. Der vorgeschriebene Testflug nach der Einstellung der Kabel war unterlassen worden. Beitragend zur Unfallursache waren die Konstruktion des Querrudersystems, unvollständige und mehrdeutige Wartungsvorschriften des Herstellers sowie das Fehlen von dessen Informationen für die Piloten bezüglich des Verhaltens des Querrudersystems und Bedienung in Notfällen. Die einzigen Insassen, die beiden Piloten, kamen ums Leben (siehe auch Flugunfall der Bradley Air Services bei Cheney).[55]

- Am 3. Dezember 1988 setzte eine Hawker Siddeley HS 748-234 2A der kanadischen Air Creebec (C-GQSV) beim 5. Landeversuch am Flugplatz Waskaganish (Quebec, Kanada) vor der Landebahn auf und wurde irreparabel beschädigt. Alle drei Besatzungsmitglieder, die einzigen Insassen auf dem Frachtflug, überlebten den Unfall.[56]

- Am 4. Januar 1989 ließ sich an einer Hawker Siddeley HS 748-234 2A der Bouraq Indonesia Airlines (PK-IHA) vor der Landung auf dem Flughafen Banjarmasin-Syamsudin Noor (Indonesien) das Fahrwerk nicht ausfahren. Es kam zu einer Bauchlandung, bei der das Flugzeug irreparabel beschädigt wurde. Alle 52 Insassen, fünf Besatzungsmitglieder und 47 Passagiere, überlebten den Unfall.[57]

- Am 12. Januar 1989 wurde eine Hawker Siddeley 748 der kanadischen Bradley Air Services (C-GDOV) auf dem Flug nach Montréal-Dorval kurz nach dem Nachtstart vom Flughafen Dayton International (Ohio, USA) etwa 2 Kilometer nördlich davon ins Gelände geflogen.[58] Ursache waren die bekannt mangelhafte Beherrschung des Instrumentenflugs auf Seiten des Kopiloten sowie dessen unzureichende Überwachung durch den Kommandanten. Bei diesem CFIT (Controlled flight into terrain) wurden beide Piloten getötet, die einzigen Insassen auf dem Frachtflug.[59]

- Am 28. Juni 1989 überschoss eine HS 748-435 Srs. 2B der Cameroon Airlines (TJ-CCF) bei schlechtem Wetter während des dritten Landeversuches auf dem Flughafen Yaoundé das Landebahnende und kollidierte mit einem Damm. Das Flugzeug war erst 400 Meter vor dem Landebahnende aufgesetzt worden. Von den 47 Insassen kamen drei ums Leben.[60]

### 1990er-Jahre
- Am 25. Januar 1990 musste eine Hawker Siddeley HS 748-207 der Airfast Indonesia (PK-OBW) wegen schlechten Wetters am Zielflughafen Selaparang ausweichen. Dabei flog sie in den 42 Kilometer ostnordöstlich davon gelegenen Vulkan Rinjani (Indonesien). Bei diesem CFIT (Controlled flight into terrain) wurden alle 19 Insassen getötet, drei Besatzungsmitglieder und 16 Passagiere.[61]

- Am 7. Februar 1991 ließ sich an einer Hawker Siddeley HS 748-314 2A der Luftstreitkräfte Tansanias (JW9010) nach dem Start vom Flughafen Daressalam (Tansania) das Fahrwerk nicht einfahren. Die Piloten kehrten zurück; es wurden Reparaturen durchgeführt. Danach wurde ein Testflug durchgeführt. Dieses Mal ließ sich das Fahrwerk nicht wieder ausfahren, so dass eine Bauchlandung stattfand. Dabei wurde das Flugzeug irreparabel beschädigt. Beide Piloten, die einzigen Insassen, überlebten den Unfall. Damit wurde auch die dritte und letzte HS 748 des Betreibers zerstört.[62]

- Am 14. August 1991 geriet eine Hawker Siddeley HS 748-232 2A der kanadischen Kelner Airways (C-FKTL) auf dem Flughafen Big Trout (Ontario, Kanada) in Brand, als eine Ladung von Heizöl entladen wurde. Personen kamen nicht zu Schaden; das Flugzeug brannte aus.[63]

- Am 29. November 1991 explodierte an einer Hawker Siddeley HS 748-272 2A der kanadischen Air Creebec (C-GGOO) beim Start auf dem Flugplatz Rivière-au-Saumon (Quebec, Kanada) das Triebwerk Nr. 2 (rechts). Der Start wurde abgebrochen; es brach ein Brand aus. Die Ursache war, dass die Tanks der Wassereinspritzung für die Turbinen verunreinigte Flüssigkeit enthielten. Um eine voll beladene Maschine sicher abheben zu lassen, wurde während des Starts zur kurzzeitigen Schubkraftsteigerung demineralisiertes Wasser zur Erhöhung der Luftdichte und damit erhöhten Kraftstoffverbrauch in die Triebwerke eingespritzt. Das Fass für das Wasser/Methanol-Gemisch war nicht korrekt gekennzeichnet gewesen. Alle 35 Insassen, drei Besatzungsmitglieder und 32 Passagiere, überlebten den Unfall. Das Flugzeug wurde irreparabel beschädigt. Fast dieselbe Ursache hatte beim Paninternational-Flug 112 am 6. September 1971 den schweren Unfall einer BAC 1-11 der deutschen Fluggesellschaft Paninternational kurz nach dem Start vom Flughafen Hamburg ausgelöst.[64]

- Am 9. Januar 1993 gab es an einer Hawker Siddeley HS 748-234 der Bouraq Indonesia Airlines (PK-IHE) Probleme mit dem Triebwerk Nr. 2 (rechts). Bei der Rückkehr zum Startflughafen Surabaya (Indonesien) stürzte die Maschine 2 Kilometer davor in einen Sumpf, zerbrach und fing Feuer. Von den 44 Insassen kamen 15 ums Leben, vier Besatzungsmitglieder und 11 Passagiere.[65]

- Am 7. September 1993 setzte eine Hawker Siddeley HS 748-222 der Airfast Indonesia (PK-OBV) am Flughafen von Tanah Merah (Westneuguinea, Indonesien) vor der Landebahn auf, wobei das Hauptfahrwerk abgerissen wurde. Das Flugzeug wurde irreparabel beschädigt. Alle sechs Insassen, zwei Besatzungsmitglieder und 4 Passagiere, überlebten den Unfall.[66]

- Am 10. November 1993 wurde eine Hawker Siddeley HS 748-234 2A der kanadischen Air Manitoba (C-GQTH) nach dem Start vom Flughafen Sandy Lake (Ontario, Kanada) ins Gelände geflogen. Offenbar hatten die Piloten das Situationsbewusstsein für Lage und Position des Flugzeugs verloren, begünstigt durch teilweise nicht funktionierende Fluginstrumente. Bei diesem CFIT (Controlled flight into terrain) wurden alle 7 Insassen getötet, drei Besatzungsmitglieder und 4 Passagiere.[67]

- Am 28. April 1995 fiel an einer nach Colombo gestarteten Hawker Siddeley HS 748 der Helitours, betrieben für die Luftstreitkräfte Sri Lankas (4R-HVB), nach dem Abheben vom Flughafen Jaffna (Sri Lanka) das rechte Triebwerk aus. Im Endanflug brach 200 Meter vor der Landebahn die rechte Tragfläche ab, woraufhin die Maschine abstürzte. Dabei wurden alle 45 Menschen an Bord getötet. Nach Berichten wurde das Flugzeug mit einer 9K32 Strela-2-Boden-Luft-Rakete der tamilischen Separatisten Tamil Tigers abgeschossen.[68]

- Am 29. April 1995 wurde eine zweite Hawker-Siddeley HS 748 der Helitours, betrieben für die Luftstreitkräfte Sri Lankas, die vom Flughafen Anuradhapura zum Flughafen Jaffna unterwegs war, während des Landeanflugs in etwa 1000 Meter Flughöhe ebenfalls von einer Boden-Luft-Rakete der Tamil Tigers getroffen. Alle 52 Insassen wurden getötet. Dies war der folgenreichste Verlust einer HS 748, gemessen an der Anzahl der Todesopfer.[69]

- Am 9. August 1995 flog eine Hawker Siddeley HS 748-216 2A der Bouraq Indonesia Airlines (PK-KHL) im Anflug auf den Flughafen Kaimana-Utarom (Westneuguinea, Indonesien) in einer Höhe von 2800 Metern in die Kumawa-Berge. Bei diesem CFIT (Controlled flight into terrain) wurden alle 10 Insassen getötet, sechs Besatzungsmitglieder und 4 Passagiere.[70]

- Am 25. April 1996 überrollte eine Hawker Siddeley HS 748-352 2B SCD der Royal Nepal Airlines (9N-ABR) bei der Landung auf dem Flughafen von Meghauli (Nepal) das Ende der 1065 Meter langen, nassen Landebahn. Beim Kreuzen mehrerer Gräben brach das Bugfahrwerk zusammen. Das Flugzeug wurde irreparabel beschädigt. Alle 31 Insassen, vier Besatzungsmitglieder und 27 Passagiere, überlebten den Unfall.[71]

- Am 11. Juli 1996 wurde mit einer Hawker Siddeley HS 748-402 2B der Bouraq Indonesia Airlines (PK-IHN) nach einem Triebwerksausfall der Start auf dem Flughafen Ambon-Pattimura (Indonesien) abgebrochen. Die Maschine überrollte das Landebahnende um 180 Meter und kollidierte mit einem Damm. Alle 48 Insassen, fünf Besatzungsmitglieder und 43 Passagiere, überlebten den Unfall. Das Flugzeug wurde irreparabel beschädigt.[72]

- Am 1. Februar 1997 kam es an einer Hawker Siddeley HS 748-353 2A der Air Sénégal (6V-AEO) kurz nach dem Abheben vom Flughafen Tambacounda (Senegal) zu Triebwerksproblemen. Die schwer beladene Maschine stürzte 100 Meter hinter dem Startbahnende ab. Von den 52 Insassen kamen 23 ums Leben, alle drei Besatzungsmitglieder und 20 der 49 Passagiere.[73]

- Am 24. Februar 1997 wurde eine Hawker Siddeley HS 748-235 2A der Bouraq Indonesia Airlines (PK-IHG) irreparabel beschädigt, als beim Start vom Flughafen Tarakan-Juwata (Indonesien) eine Tür abriss. Alle 33 Insassen, vier Besatzungsmitglieder und 29 Passagiere, überlebten den Unfall.[74]

- Am 6. November 1997 fiel bei einer Hawker Siddeley HS 748-106 1A der nepalesischen Necon Air (9N-ACM) bei der Landung auf dem Flughafen Pokhara (Nepal) das Hydrauliksystem aus. Das Flugzeug geriet von der Landebahn ab. Es gelang dem Kapitän, nach 100 Metern die Maschine zurück auf die Bahn zu steuern, jedoch kam sie erneut davon ab und kollidierte mit einer geparkten Hawker Siddeley HS 748 der Nepal Airways (9N-ACW). Diese wurde an der rechten Rumpfseite und dem Bug schwer beschädigt. Alle 48 Insassen der 9N-ACM, vier Besatzungsmitglieder und 44 Passagiere, überlebten den Unfall. Beide Flugzeuge wurden irreparabel beschädigt und mussten abgeschrieben werden.[75][76]

- Am 9. Februar 1998 überrollte eine Hawker Siddeley HS 748-281 2A LFD der brasilianischen Força Aérea Brasileira (FAB 2509) bei der Landung auf dem Flughafen Navegantes (Brasilien) das Landebahnende und wurde irreparabel beschädigt. Alle 25 Insassen, sieben Besatzungsmitglieder und 18 Passagiere, überlebten den Unfall.[77]

- Am 31. März 1998 kam es an einer Hawker Siddeley HS 748-378 2B der britischen Emerald Airways (G-OJEM) beim Start vom Flughafen London-Stansted (England) in einer Höhe von 10 bis 30 Metern zu einem schlagartigen Ausfall des Triebwerks Nr. 2 (rechts). Dieser löste einen Brand in der Triebwerksgondel und eine Drehbewegung nach rechts aus. Der Schub wurde reduziert und nach 27 Sekunden Flugzeit setzte die Maschine wieder auf, überrollte das Startbahnende mit 62 Knoten (115 km/h) und kam nach dem Zusammenbruch des Bugfahrwerks zum Stillstand. Hauptursachen waren diverse Ermüdungsschäden im Triebwerk. Das Flugzeug wurde irreparabel beschädigt. Alle 44 Insassen, vier Besatzungsmitglieder und 40 Passagiere, überlebten den Unfall.[78]

- Am 6. August 1998 wurde eine Hawker Siddeley HS 748-310 2A LFD der kanadischen Wasaya Airways (C-GTAD) bei der Landung auf dem Flugplatz Kasabonika (Ontario, Kanada) spät aufgesetzt. Trotz maximaler Bremsung überrollte die Maschine das Landebahnende und kam erst 150 Meter dahinter in einem Gebiet von Jungbäumen zum Stillstand. Das Flugzeug wurde irreparabel beschädigt. Alle vier Besatzungsmitglieder, die einzigen Insassen auf dem Frachtflug, überlebten den Unfall.[79]

- Am 3. Dezember 1998 wurde eine Hawker Siddeley 748 der kanadischen Bradley Air Services (C-FBNW) bei einem Startabbruch auf dem Flughafen Iqaluit (Nunavut, Kanada) irreparabel beschädigt.[80] Aufgrund von Beladefehlern des Lademeisters lag der Schwerpunkt des Flugzeugs deutlich weiter vorne als berechnet. Die dadurch benötigten höheren Kräfte am Steuer führten dazu, dass der Kapitän beim Rotieren nicht ausreichend stark zog und zu der irrigen Annahme kam, die Flugfähigkeit der Maschine sei beeinträchtigt. Obwohl die Entscheidungsgeschwindigkeit V1 für einen Startabbruch schon um rund 20 Knoten überschritten war, brach er den Start nur 530 Meter vor dem Startbahnende noch ab. Bei dessen Überrollen hatte das Flugzeug immer noch eine Geschwindigkeit von etwa 100 Knoten (185 km/h). Nach dem Zusammenbruch des Fahrwerks rutschte es noch 240 Meter auf dem Bauch über felsiges Gelände und wurde irreparabel beschädigt. Alle sieben Insassen, vier Besatzungsmitglieder und drei Passagiere, überlebten.[81]

- Am 14. Februar 1999 landete eine Hawker Siddeley HS 748 der 748 Air Services aus Sierra Leone (9L-LBG) zu schnell und mit starkem Rückenwind auf dem Foxtrot Airstrip im Sudan (heute Südsudan). Die Maschine überrollte das Landebahnende und anschließend einige Baumstümpfe. Die Landepiste liegt rund 180 Kilometer nordnordwestlich von Malakal. Beide Piloten, die einzigen Insassen auf dem Frachtflug, überlebten den Unfall. Das Flugzeug wurde irreparabel beschädigt.[82][83]

- Am 5. September 1999 wurde eine Hawker Siddeley HS 748-501 2B der nepalesischen Necon Air (9N-AEG) unterwegs von Pokhara zum Flughafen Kathmandu etwa 15 Kilometer westlich davon gegen einen Funkturm geflogen. Das Flugzeug stürzte in einen Wald. Bei diesem CFIT (Controlled flight into terrain) wurden alle 15 Insassen getötet, fünf Crewmitglieder und 10 Passagiere.[84]

### 2000er-Jahre
- Am 13. Dezember 2001 explodierte an einer Hawker Siddeley HS 748-244 der West Air Sweden (SE-LEO) auf dem Flughafen Lidköping-Hovby (Schweden) das rechte Triebwerk. Das Flugzeug wurde irreparabel beschädigt. Die Ursache war das fehlerhafte Entfernen der Entleerungsschraube an der Propellernabe durch Wartungstechniker, wodurch eine zu hohe Drehzahl entstand. Über Personenschäden ist nichts bekannt.[85]

- Am 16. April 2002 entwickelte sich in einer Hawker Siddeley HS 748-400 2B der  südafrikanischen Airquarius Aviation (ZS-OLE) ein Problem mit der Hydraulik, ausgelöst durch eine Leckage an der linken Hydraulik-Triebwerkspumpe. Durch eine lückenhafte Notfall-Checkliste und nicht sachgemäße Handhabung kam es zum Gesamtausfall des Hydrauliksystems. Nach dem Aufsetzen auf der Landebahn des planmäßigen Zielflughafens Pilanesberg (Südafrika) stellte der Kapitän beide Triebwerke ab. Die Maschine rollte noch rund 2000 Meter auf der Landebahn, drehte dann jedoch nach links und kam 75 Meter von der Bahn entfernt in einem Graben zum Stillstand. Alle 47 Insassen, fünf Besatzungsmitglieder und 42 Passagiere, überlebten den Unfall. Das Flugzeug wurde irreparabel beschädigt.[86]

- Am 1. Juni 2002 stürzte eine Hawker Siddeley HS 748-372 2B der südafrikanischen Airquarius Aviation (ZS-OJU) im Berggebiet 12,4 Kilometer nordöstlich des Flughafens George (Südafrika) beim zweiten Anflugversuch in schlechtem Wetter aus etwa 1000 Metern Höhe ab. Alle 3 Insassen, beide Besatzungsmitglieder und der einzige Passagier, auf dem Postflug, kamen ums Leben.[87]

- Am 8. Juni 2004 musste eine Hawker Siddeley HS 748-232 Srs. 2A der gabunischen Gabon Express (TR-LFW) in der Nähe des Startflughafens Libreville (Gabun) notgewassert werden. Nach dem Start zum Inlandsflug nach Franceville musste Triebwerk Nr. 2 (rechts) abgestellt werden. Bei der Rückkehr konnte das Fahrwerk nicht ausgefahren werden. Die Piloten führten 100 Meter von der Küstenlinie entfernt eine Notwasserung durch. Von den 30 Insassen kamen 19 ums Leben, ein Besatzungsmitglied und 18 Passagiere. Das Flugzeug wurde irreparabel beschädigt.[88]

- Am 22. November 2004 brach an einer Hawker Siddeley HS 748-208 2A der Thailändischen Luftstreitkräfte (L5-2/16) bei der Landung auf dem Flughafen Bangkok-Don Mueang (Thailand) das Bugfahrwerk zusammen. Das Flugzeug wurde nicht mehr repariert. Alle Insassen überlebten den Unfall.[89]

- Im Februar 2005 (genauer Tag unbekannt) überrollte eine Hawker Siddeley HS 748 CC.2 der ruandischen African Commuter Services (9XR-AB) bei der Landung auf der Landepiste Old Fangak (Südsudan) das Landebahnende. Das Flugzeug wurde irreparabel beschädigt. Über Personenschäden ist nichts bekannt.[90][91]

- Am 17. März 2006 überrollte eine Hawker Siddeley HS 748-286 2A LFD der kenianischen Trackmark Cargo (5Y-TCA) bei der Landung auf der Landepiste Old Fangak (Südsudan) das Landebahnende. An der Maschine, die sich auf einem Überführungsflug befand, brach das rechte Hauptfahrwerk zusammen, wodurch erhebliche Schäden am Rumpf, an den Propellern und Landeklappen entstand. Das Flugzeug wurde irreparabel beschädigt. Alle Insassen überlebten den Unfall.[92]

- Anfang November 2006 brach an einer Hawker Siddeley HS 748-245 2A der Best Air aus Bangladesch (S2-ABE), betrieben für Astral Aviation, bei der Landung auf dem Alek airstrip (Südsudan) das Bugfahrwerk zusammen und das linke Hauptfahrwerk bohrte sich durch die Tragfläche. Dadurch wurden erhebliche Schäden an beiden Propellern und der vorderen Rumpfunterseite verursacht, wodurch das Flugzeug irreparabel beschädigt wurde. Alle fünf Besatzungsmitglieder, die einzigen Insassen auf dem Frachtflug, überlebten den Unfall.[93][94]

- Am 20. Dezember 2009 geriet eine Hawker Siddeley HS 748 der kenianischen 748 Air Services (5Y-YKM) bei der Landung auf dem Flugplatz Tonj im Bundesstaat Warrap des Sudan (heute Südsudan) von der Landebahn ab und prallte gegen eine im Bau befindliche Häusergruppe, wodurch der Flugzeugbug schwer beschädigt und das linke Hauptfahrwerk abgerissen wurde. Keiner der 41 Insassen wurde verletzt, aber eine Frau am Boden wurde getötet, nachdem sie von dem Flugzeug getroffen wurde.[95][96]

### 2010er-Jahre
- Am 2. April 2012 wurde eine Hawker Siddeley HS 748-287 2B der kenianischen Timbis Air Services (5Y-BZR) bei der Landung auf dem Flugplatz Doro (Südsudan) irreparabel beschädigt. Personen kamen nicht zu Schaden.[97]

- Am 12. Juni 2012 geriet eine Hawker Siddeley HS 748-264 2A der kanadischen Wasaya Airways (C-FTTW) auf dem Flughafen Sandy Lake (Ontario, Kanada) in Brand. Beim Abpumpen des als Fracht geladenen Treibstoffs entstand ein Leck an der externen Pumpe. Die Treibstoffdämpfe entzündeten sich und ein größeres Feuer entstand. Das Flugzeug brannte fast vollständig aus. Beide Piloten, die einzigen Insassen auf dem Frachtflug, blieben unverletzt.[98]

- Am 17. Februar 2014 kollidierte eine Hawker Siddeley HS 748 2B/371 der kenianischen 748 Air Services (5Y-HAJ) bei der Landung auf dem Flugplatz Rubkona im Bundesstaat Unity (Südsudan) mit einem Torpfosten der Umzäunung. Dadurch entstand ein Riss in der Tragfläche, aus dem Treibstoff austrat. Die Maschine streifte zwei Gepäckfahrzeuge, die ebenso wie das Flugzeug in Brand gerieten. Einer der beiden Passagiere wurde getötet, die anderen drei Insassen überlebten. Das Flugzeug war im Auftrag von Global Airlift Ltd mit Hilfsgütern der International Organization for Migration im Einsatz (siehe auch Flugunfall der Global Airlift bei Rubkona).[99][100]

- Am 14. November 2014 stürzte eine Hawker Siddeley HS 748 2B/399 LFD der kenianischen 748 Air Services (5Y-BVQ) am Flugplatz von Panyagor (Bundesstaat Jonglei, Südsudan) nur 20 Meter vor der Landebahn in Häuser. Das aus Juba kommende Frachtflugzeug verunglückte beim zweiten Anflugversuch. Beide Piloten kamen ums Leben, der dritte Insasse, ein Mechaniker, überlebte den Unfall. Das Flugzeug war im Auftrag von Global Airlift Ltd mit Hilfsgütern der Lutheran World Federation unterwegs.[101][102]

## HAL 748
Vom Erstflug am 1. November 1961 bis Februar 2023 kam es mit den 89 gebauten HAL 748 zu 11 Totalschäden. Bei sieben davon kamen insgesamt 156 Menschen ums Leben. Von den Totalschäden ereigneten sich sechs bei Indian Airlines und vier bei den Indischen Luftstreitkräften. Vollständige Liste:

### 1970er-Jahre
- Am 9. Dezember 1971 wurde eine Hindustan Aeronautics HAL 748 der Indian Airlines (Luftfahrzeugkennzeichen VT-DXG) nahe Cumbum in 1580 Meter Höhe in die Meghamalai-Berge geflogen, nachdem sie 47 Kilometer vom Kurs abgekommen war. Die Maschine befand sich auf dem Flug vom Flughafen Trivandrum nach Madurai. Bei diesem CFIT (Controlled flight into terrain) wurden 21 der 31 Insassen getötet, alle 4 Besatzungsmitglieder und 17 Passagiere. Dies war der erste Totalverlust und der erste tödliche Zwischenfall des in Indien als Lizenzbau der Avro/HS 748 gefertigten Flugzeugtyps.[104]

- Am 15. März 1973 verunglückte eine Hindustan Aeronautics HAL 748 der Indian Airlines (VT-EAU) bei einem Trainingsflug auf dem Flughafen Hyderabad-Begumpet. Nachdem ein Triebwerksausfall beim Start simuliert wurde, streifte die rechte Tragflächenspitze in einer Kurve während der Platzrunde Bäume und Hochspannungsleitungen. Die Maschine stürzte in ein Haus und fing Feuer. Alle drei Besatzungsmitglieder und eine Person am Boden kamen ums Leben. Die Unfalluntersuchung ergab, dass die Besatzung zum Unfallzeitpunkt alkoholisiert gewesen war (siehe auch Flugunfall einer HAL 748 der Indian Airlines bei Hyderabad).[105]

- Am 27. April 1975 wurde eine Hindustan Aeronautics HAL 748 der Indischen Luftstreitkräfte (IAF H-1520) bei einem Flugunfall in Yallahanpur irreparabel beschädigt. Nähere Einzelheiten sind nicht bekannt.[106]

- Am 7. Juni 1979 zerschellte eine Hindustan Aeronautics HAL 748 der Indischen Luftstreitkräfte (IAF H-2178) in der Nähe des Karmwal Passes an einem Berg. Alle 28 Insassen kamen dabei ums Leben.[107]

- Am 4. August 1979 wurde eine Hindustan Aeronautics HAL 748 der Indian Airlines (VT-DXJ) nahe Panvel in den Boden geflogen. Die Maschine war auf dem Weg vom Flughafen Pune zum Flughafen Bombay, als sie 29 Kilometer vor dem Zielflughafen in niedriges Gelände flog. Bei diesem CFIT (Controlled flight into terrain) wurden alle 45 Insassen getötet, 5 Besatzungsmitglieder und 40 Passagiere. Beitragende Faktoren waren mehrere Fehler des Radar Controllers. Es war der Unfall einer HAL 748 mit den meisten Todesopfern (siehe auch Flugunfall einer HAL 748 der Indian Airlines bei Panvel).[108]

### 1980er-Jahre
- Am 16. Juni 1981 verunglückte eine Hindustan Aeronautics HAL 748 der Indian Airlines (VT-DXI). Nach dem Start vom Flughafen Tirupati geriet die Maschine in einer Höhe von 75 Metern in Starkregen mit Fallböen, wodurch die Geschwindigkeit abfiel und das Flugzeug mit dem Heck zuerst auf dem Boden aufschlug. Erschwerend kam hinzu, dass die Piloten versehentlich die Landeklappen einfuhren. Alle 28 Insassen überlebten.[109]

- Am 19. August 1981 setzte eine Hindustan Aeronautics HAL 748 der Indian Airlines (VT-DXF) bei widrigen Wetterbedingungen während der Landung auf dem Flughafen Mangalore erst in der Mitte der Landebahn mit überhöhter Geschwindigkeit auf. Beim Überrollen des Landebahnendes brach das Bugfahrwerk ab; das Flugzeug rutschte in ein Tal hinunter und wurde dabei auf dem felsigen Gelände irreparabel beschädigt. Alle 26 Insassen überlebten, allerdings erlitten 7 davon leichte Verletzungen.[110]

- Am 5. März 1984 geriet eine Hindustan Aeronautics HAL 748 der Indian Airlines (VT-DUO) auf dem Flughafen Hyderabad-Begumpet von der Startbahn ab und raste über welligen Boden in die Begrenzungsmauer des Flughafens. Bei dem Trainingsflug hatte der Ausbilder ein falsches Verfahren angewandt, um einen Triebwerksausfall beim Start zu simulieren; weder er noch der auszubildende Pilot konnten die Kontrolle über das Flugzeug wieder erlangen. Alle drei Besatzungsmitglieder überlebten. Das Flugzeug wurde irreparabel beschädigt.[111]

### 1990er-Jahre
- Am 25. März 1991 stieg eine Hindustan Aeronautics HAL 748 der Indischen Luftstreitkräfte (IAF H-1513) beim Start von der Luftwaffenbasis Yelahanka kaum und erreichte nur eine Höhe von 50 Metern. Sie kollidierte mit einer Steinmauer, stürzte ab und fing Feuer. Alle 28 Insassen, 3 Besatzungsmitglieder und 25 Passagiere, kamen ums Leben.[112]

- Am 24. Dezember 1996 stürzte eine Hindustan Aeronautics HAL 748 der Indischen Luftstreitkräfte (IAF H-1032) bei Dubagunta (Indien) ab. Zunächst war der linke Motor abgebrochen und dann die linke Tragfläche. Alle 22 Insassen, 4 Besatzungsmitglieder und 18 Passagiere, kamen ums Leben.[113]

- Am 13. Oktober 1997 kam es mit einer Hawker Siddeley HS 748-401 2B LFD der Bouraq Indonesia Airlines (PK-IHO) auf dem Flughafen Yogyakarta-Adisucipto (Indonesien) zu einer besonders harten Landung. Der mittlere Teil des Rumpfes wurde so schwer beschädigt, dass die Maschine als irreparabel eingestuft werden musste. Alle 10 Insassen, fünf Besatzungsmitglieder und 5 Passagiere, überlebten den Unfall.[114]

- Am 11. Januar 1999 stürzte eine Hindustan Aeronautics HAL 748 der indischen Defence Research and Development Organisation (militärisches Kennzeichen H-2175) während des Landeanflugs 2,5 Kilometer vor der Marinefliegerbasis in Arakkonam (INS Rajali) ab. Die Maschine war mit einer Radar-Antennenkuppel modifiziert worden, die offenbar im Anflug kollabierte. Alle 8 Insassen, je vier Besatzungsmitglieder und Passagiere, kamen ums Leben (siehe auch Flugunfall einer HAL 748 bei Arakkonam 1999).[115]

## HS 780
Vom Erstflug am 21. Dezember 1963 bis zum Betriebsende 2015 kam es mit den 31 gebauten HS 780 Andover C.1 zu 6 Totalschäden. Bei einem davon kamen vier Menschen ums Leben. Vollständige Liste:
- Am 5. Juli 1967 verunglückte eine HS 780 Andover der britischen Royal Air Force (Kennzeichen XS 598) bei einem Trainingsflug auf der Luftwaffenbasis RAF Abingdon (Vereinigtes Königreich). Bei einem Touch-and-Go stellte sich ein Triebwerk aufgrund einer Fehlfunktion des Drehmoment-Messgeräts selbsttätig ab. Das Durchstarten wurde abgebrochen, jedoch reichte die verbliebene Landebahnlänge nicht mehr aus. Das Flugzeug überrollte die Grenzhecke und eine Straße und kam mit gebrochenem Rumpf in einem Feld zum Liegen. Alle Insassen überlebten den Totalschaden. Dies war der erste Totalverlust einer HS 780 Andover C.1.[117]

- Am 8. April 1972 verunglückte eine HS 780 Andover der britischen Royal Air Force (XS 609) beim Start vom Flughafen Siena (Italien). Das Flugzeug wurde zu früh rotiert, als unmittelbar darauf das rechte Triebwerk ausfiel. Es kam zum Kontrollverlust, eine Tragfläche berührte den Boden, das Flugzeug überschlug sich und fing Feuer. Von den 18 Insassen kamen 4 ums Leben. Dies war der erste tödliche Zwischenfall einer HS780 Andover C.1.[118]

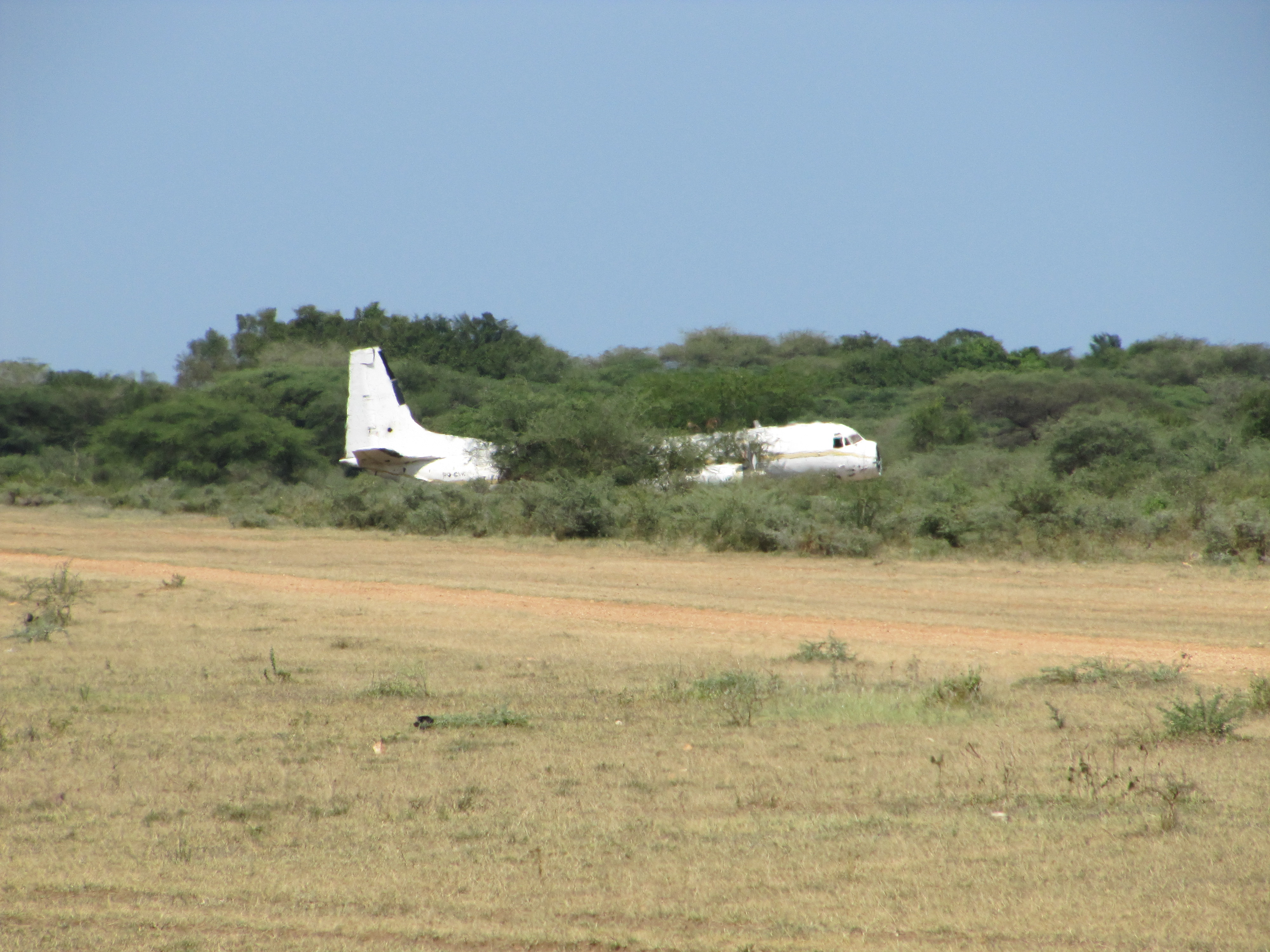
Die im Juni 2005 in Kapoeta verunglückte Andover C.1 9Q-CVK, 2012

- Am 15. August 2003 (nach anderer Quelle im März 2003, genauer Tag unbekannt) kam es mit einer HS 780 Andover der kenianischen 748 Air Services (3C-KKB) auf einem Frachtflug zu einer Bruchlandung auf dem Flugplatz von Rumbek (Sudan), wobei das Bugfahrwerk zusammenbrach. Vorausgegangen war ein Triebwerksausfall. Alle drei Besatzungsmitglieder, die einzigen Insassen, überlebten den Unfall.[119][120]

- Im Juni 2005 (genauer Tag unbekannt) kam es bei einer HS 780 Andover der kongolesischen Aero Service Corp. (9Q-CVK) beim Start vom Flughafen Kapoeta (Sudan) zu einem Triebwerksausfall. Beim Versuch der Notlandung auf dem Startflughafen verunglückte die Maschine. Über Personenschäden liegen derzeit keine Angaben vor.[121][122]

- Am 10. Juni 2005 machten die Piloten einer HS 780 Andover der kenianischen 748 Air Services (5Y-SFE) auf dem Flughafen von Lokichoggio (Kenia) eine Bauchlandung, weil sie vergessen hatten, das Fahrwerk auszufahren und alle diesbezüglichen Warnungen missachteten. Das Flugzeug wurde erheblich beschädigt. Alle drei Besatzungsmitglieder, die einzigen Insassen des Frachtfluges, überlebten. Die ohnehin nur 1800 Meter lange Landebahn war durch die beschädigte Andover teilweise blockiert. Drei kleinere Verkehrsflugzeuge landeten auf dem verbliebenen Landebahnstück, während die Piloten zweier Antonow An-12 nach Juba (Sudan) auswichen. Auch dem Kapitän einer Lockheed L-100-30 Hercules der angolanischen Transafrik (S9-BAS) wurde dringend nahegelegt, zu einem anderen Flughafen auszuweichen. Er entschied sich jedoch für eine Landung vor Ort und setzte das Flugzeug sehr hart noch vor der Landebahn auf, wobei der Mittelrumpf brach. Kurz vor dem Stillstand schlug die rechte Tragfläche auch noch in die havarierte Andover ein, was dieser den Rest gab und auch sie zum Totalschaden machte.[123][124][125]

- Am 10. November 2015 stürzte eine HS 780 Andover der kenianischen Westwind Aviation, die in der Zentralafrikanischen Republik registriert war (TL-AEW), kurz nach dem Start vom Flughafen Malakal (Südsudan) in ein Feld. Das Flugzeug brannte aus. Alle vier Besatzungsmitglieder, die einzigen Insassen, überlebten.[126][127] Mit dem Totalschaden dieses letzten noch fliegenden Exemplars war die rund 50-jährige Betriebszeit der Hawker Siddeley HS 780 Andover beendet.